# Оксамитник жовточеревий
Оксамитник жовточеревий (Hyliota flavigaster) — вид горобцеподібних птахів родини Hyliotidae.

## Поширення
Вид досить поширений в Субсахарській Африці від Гамбії та Південного Судану до Анголи та Мозамбіку. Мешкає у тропічних і субтропічних вологих лісах та рідколіссі вологих саван.

## Опис
Невеликий птах 11,5–12 см завдовжки та вагою 11-14 г. Голова, спина, крила, хвіст чорного забарвлення. Крила з білими криючими. Горло, груди, черево, боки та підхвістя сірувато-жовті. У самців груди іржавого відтінку. Дзьоб і ноги чорні.

## Спосіб життя
Трапляються поодинці або парами. Поживу шукають під пологом лісу. Живляться комахами, їхніми личинками та іншими безхребетними. На час розмноження стають територіальними. Утворюють моногамні пари. Шлюбний сезон триває з квітня по серпень на півночі ареалу і з жовтня по грудень на півдні. Гніздо будують високо серед гілок дерев. Самиці самостійно будують гніздо та насиджують яйця. Під час насиджування самець підгодовує самицю. Доглядають за потомством обидва батьки. Пташенята стають самостійними через півтора місяця після вилуплення.